# Målegöl (Målilla socken, Småland)
Målegöl är en sjö i Hultsfreds kommun i Småland och ingår i Emåns huvudavrinningsområde.